# Miguel Pourier

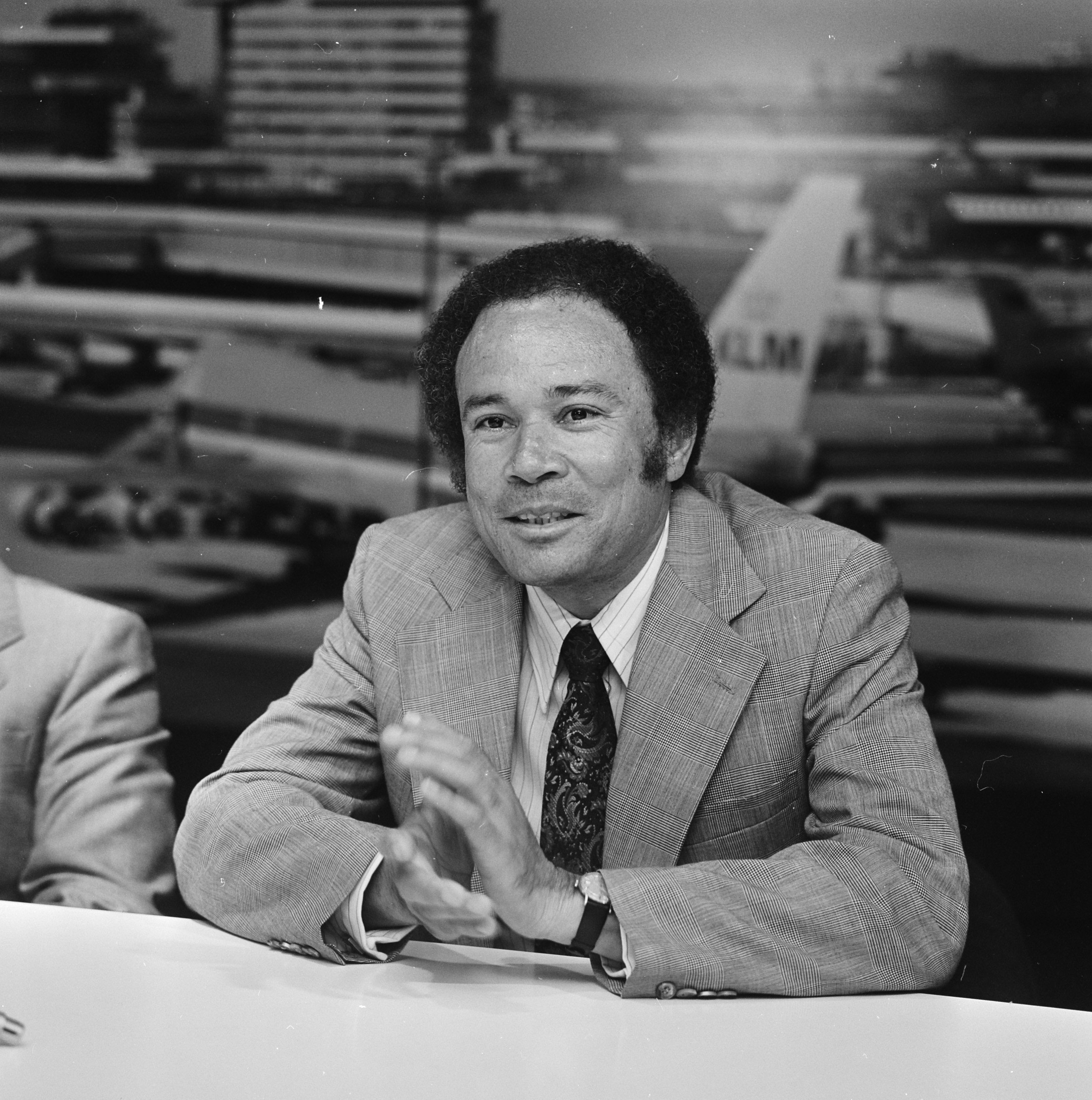
Miguel Arcangel Pourier (1978)

Miguel Arcangel Pourier (* 29. September 1938 in Rincon, Bonaire; † 24. März 2013 in Curaçao) war ein Politiker der Niederländischen Antillen, der dreimal Premierminister der Niederländischen Antillen war.

## Leben
Pourier war ursprünglich Mitglied der Patriotischen Union von Bonaire UPB (Union Patritiko Boneiriano) und wurde am 6. Juli 1979 als Nachfolger von Boy Rozendal erstmals Premierminister der Niederländischen Antillen. Bereits im Dezember 1979 wurde er jedoch von Don Martina von der Bewegung der Neuen Antillen MAN (Movimentu Antias Nobo) abgelöst.
Am 31. März 1994 wurde Pourier, der nunmehr Partei der Umstrukturierung der Antillen PAR (Partido Antiá Restrukturá) angehörte, als Nachfolger von Alejandro Felippe Paula von der Nationalen Volkspartei NVP (Nationale Volkspartij) zum zweiten Mal Premierminister und bekleidete dieses Amt bis zum 14. Mai 1998, woraufhin er durch Suzy Camelia-Römer von der NVP abgelöst wurde. Bei den vorausgegangenen Wahlen vom 30. Januar 1998 hatte Pouriers PAR vier der 22 Parlamentssitze gewonnen, während die Nationale Volkspartei und die Arbeiterpartei des Volkskreuzzuges PLKP (Partido Laboral Krusada Popular) jeweils drei Mandate bekamen. Zwei weitere auf Curaçao ansässige Parteien erhielten jeweils zwei Sitze, während die übrigen acht Mandate an Parteien von anderen Inseln gingen.
Als Nachfolger von Suzy Camelia-Römer wurde Pourier am 8. November 1999 zum dritten Mal Premierminister und übte dieses Amt nunmehr bis zur Ablösung durch seinen Parteifreund Etienne Ys am 3. Juni 2002 aus. Bei den vorausgegangenen Wahlen vom 18. Januar 2002 hatte die Arbeiterbefreiungsfront FOL (Frente Obrero Liberashon) 23 Prozent der Stimmen und fünf Sitze bekommen. Pouriers PAR konnte mit 20,6 Prozent ihre vier Sitze behaupten, während die Nationale Volkspartij weiterhin drei Abgeordnete (13,4 Prozent) stellte und die PLKP mit 12,1 Prozent einen ihrer Sitze verlor und nur noch mit zwei Abgeordneten im Parlament vertreten war.